# Liste der Monuments historiques in Chéreng
Die Liste der Monuments historiques in Chéreng führt die Monuments historiques in der französischen Gemeinde Chéreng auf.

## Liste der Bauwerke
| Bezeichnung           | Beschreibung | Standort                | Kennzeichnung | Schutzstatus | Datum | Bild           |
| --------------------- | ------------ | ----------------------- | ------------- | ------------ | ----- | -------------- |
| Ehemalige Poststation |              | 6, rue Nationale (Lage) | PA00107430    | Inscrit      | 1951  | weitere Bilder |

## Liste der Objekte

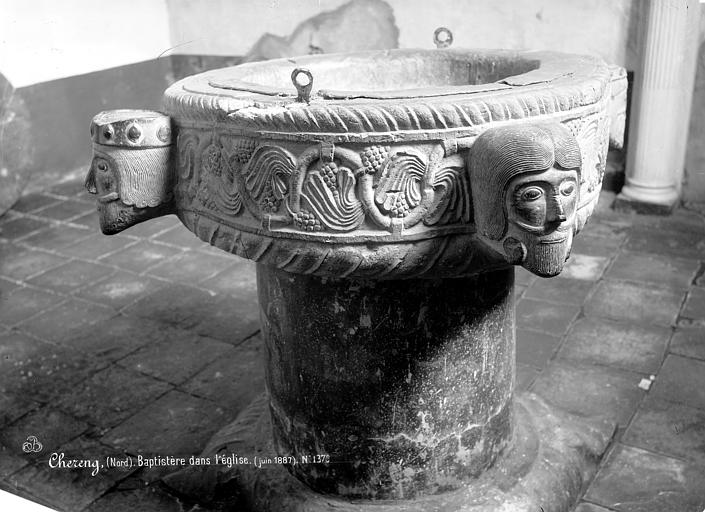
Taufbecken in Chéreng, Foto von Séraphin-Médéric Mieusement (1887)

- Monuments historiques (Objekte) in Chéreng in der Base Palissy des französischen Kultusministeriums

Siehe auch: Taufbecken (Chéreng)